# Alderneys herrlandslag i fotboll
Alderneys herrlandslag i fotboll representerar Alderney i fotboll för herrar. Laget kontrolleras av Alderney Football Association, och är inte med i Fifa eller Uefa, och därmed får man inte kvalspela till de stora turneringarna.
Däremot deltar Alderney i Internationella öspelen. Med Jersey och Guernsey är man också med och kämpar om vem som skall vinna Muratti Vase.